# 免費資源網路社群
免費資源網路社群（FreeGroup）是一個臺灣網站、部落格，成立於2006年8月16日，內容專注在各種最新免費資訊，包括免費空間、免費軟體、線上工具、架站資源等網際網路主題。免費資源網路社群在2007年、2008年及2009年入圍華文部落格大獎，2012年部落客百傑資訊類十強。

## 簡介
初期為自行撰寫HTML網站，開站後三個月才將平台轉換為WordPress。因站長當時為學生身份，喜愛搜尋網路上的免費服務，才利用網站做為媒介，將收集到的免費資訊撰寫成文，搭配上圖文教學以利其他人閱讀。
免費資源網路社群部分內容陸續出版《Free Download! 網路資源下載攻略》、《200+免費資源懶人包》、《Best Download! 部落客評選最優軟體大補帖》等書，從網路平台走向實體書籍以觸及更多使用者。
網站曾與台灣聯合新聞網數位資訊合作、《Download! 網路密技王》雜誌專欄作家，以及ETtoday 東森新聞雲3C類名家。也被iThome列入「20個你一定要看的部落格」。
免費資源網路社群在2009年因為Flickr Pro帳號被無預警刪除而損失網站內部分文章擷圖，大約一千多張，此一事件在六天後全數復原完成。
為了持續提供使用者更多內容，網站站長以全職身分獨自營運，在不斷接觸研究數位工具下，逐漸發展出屬於自己的工作方法。

## 外部連結
- 免費資源網路社群 （页面存档备份，存于）（繁體中文）
- 免費資源網路社群Facebook （页面存档备份，存于）
- 免費資源網路社群Twitter （页面存档备份，存于）
- 免費資源網路社群Google+ （页面存档备份，存于）